# Аксютин, Олег Евгеньевич
Оле́г Евге́ньевич Аксю́тин (род. 5 мая 1967 года, Куйбышев) — российский деятель газовой промышленности, заместитель председателя правления ПАО «Газпром» с 1 апреля 2019 года. Начальник Департамента перспективного развития (623) ПАО «Газпром». Член-корреспондент Российской академии наук (2016). Член экспертного совета национальной премии «Хрустальный компас».
Находится под персональными санкциями Великобритании, Канады, Австралии и других стран.

## Биография
Родился 5 мая 1967 года в Куйбышеве.

### Образование и карьера
Окончил Куйбышевский авиационный институт им. академика С. П. Королева по специальности «эксплуатация летательных аппаратов и двигателей», квалификация — инженер-механик (1990).
Трудовую деятельность начал в Ставропольском газопромысловом управлении производственного объединения «Кавказтрансгаз». Работал машинистом технологических компрессоров, инженером по эксплуатации оборудования газовых объектов, заместителем начальника дожимной компрессорной станции № 2, начальником Рождественской газокомпрессорной службы.
- 1998—2002 — начальник Ставропольского газопромыслового управления
- 2002—2007 — главный инженер — первый заместитель генерального директора ООО «Кавказтрансгаз»
- 2007—2008 — генеральный директор ООО «Газпром добыча Надым»
- С 2008 года — член правления, начальник Департамента по транспортировке, подземному хранению и использованию газа ОАО «Газпром»
- С 1 апреля 2019 года — заместитель председателя правления ПАО «Газпром». Курирует вопросы стратегического развития, долгосрочного планирования, проектирования, формирования и контроля инвестиционной программы, а также закупочной деятельности компании[1].

С 24 мая 2022 года находится под санкциями Великобритании. С 4 марта 2022 года находится под санкциями Канады. С 6 апреля 2022 года находится под санкциями Австралии, а с 19 октября 2022 года и под санкциями Украины. С 12 октября 2022 года находится под санкциями Новой Зеландии.

## Санкции
4 марта 2022 года, на фоне вторжения России на Украину, включён в санкционный список Канады «близких соратников режима» за «роль в создании условий или поддержке неспровоцированного и неоправданного вторжения России в Украину». 24 марта 2022 года попал в санкционный список Великобритании против «военной машины Путина». С 19 октября 2022 года находится под санкциями Украины так как Аксютин обеспечивает «существенный источник дохода для правительства России, инициировавшего военные действия и геноцид гражданского населения в Украине». По аналогичным основаниям находится под санкциями Австралии и Новой Зеландии.

## Учёная степень
- Доктор технических наук
- Член-корреспондент Международной Академии технологических наук и Российской Академии естественных наук

## Награды
- Орден «За заслуги перед Отечеством» IV степени (18 мая 2021) — за большой вклад в развитие энергетики и активное участие в реализации социально-экономических проектов[7]
- Медаль ордена «За заслуги перед Отечеством» I степени (27 июня 2017) — за достигнутые трудовые успехи и многолетнюю добросовестную работу[8]
- Премия Правительства Российской Федерации в области образования 2013 года (12 ноября 2013) — за работу "Многоуровневая система подготовки высококвалифицированных кадров в области диагностики и ремонта газотранспортных систем"